# The Parasite (film 1913)
The Parasite è un cortometraggio muto del 1913 diretto da Arthur V. Johnson.

## Produzione
Il film fu prodotto dalla Lubin Manufacturing Company.

## Distribuzione
Distribuito dalla General Film Company, il film - un cortometraggio in tre bobine - uscì nelle sale statunitensi il 25 dicembre 1913.